# حنقلان بترائي
حنقلان بترائي (الاسم العلمي:Euryops petraeus) هو نوع من النباتات يتبع جنس الحنقلان من الفصيلة النجمية.